# Семейство танков Yoh
Семейство «Йох» — проекты американского среднего танка 1950-х годов, созданные компанией H.L. Yoh Company, Inc.

## История
В марте 1952 года прошла конференция «Question mark I.» Конференция проводилась среди американских КБ и была направлена на изучение новых идей по перспективным боевым машинам. На этой встрече компанией H.L. Yoh Company, Inc. были представлены семь новых концептов среднего танка, среди которых был M-VII-Yoh. На конференции не было дано точных технических требований для нового танка. Зато некоторые фирмы поделились своим опытом в разработках. В апреле 1952 году началась «Tank program 52». Она заключалась в разработке нового перспективного среднего танка на замену устаревающего M48. В рамках программы было создано техническое задание для некоторых фирм, в котором были приведены примерные параметры для нового среднего танка. Задание получила фирма H.L. Yoh Company, Inc. из Пенсильвании и Ford из Мичигана. В 1953 году Ford начал разработку своего концепта — семейство танков Т95. А 1 июня компания H.L. Yoh Company, Inc. представила свои эскизные проекты, в которых были описаны параметры семи средних танков. Тем не менее, проектные работы были свернуты в пользу другого проекта программы — T95. 

## Описание конструкции
Танки семейства Yoh имели качающиеся башни и «аварийные гусеницы». Правда не все из них имели качающуюся башню, их имели только M-V-Y и M-VI-Y.

## Список танков«Yoh».
- M-II-Y — Тяжелый танк который имеет внешние схожести с танком M48.
- M-III-Y — Тяжелый танк.
- M-IV-Y — Тяжелый танк. Первый в семействе танк с качающиеся башней.
- M-V-Y — Тяжелый танк с качающиеся башней. Башня была невероятно узкой.
- M-VI-Y — Тяжелый танк. Имел качающуюся башню.
- M-VII-Y — Тяжелый танк.